# Перриан, Шарлотта
Шарлотта Перриан (фр. Charlotte Perriand; 24 октября 1903, Париж — 27 октября 1999, Париж) — французская архитектор и дизайнер; ученица Анри Рапена.

## Жизнь и творчество
Шарлотта Перриан изучала архитектуру интерьера в школе прикладного искусства при парижском «Обществе художников-декораторов» под руководством известного художника и дизайнера Анри Рапена. В 1927 году она выставляет в Осеннем салоне выполненный ею бар из согнутых уголков меди и алюминия. Эта одна из первых работ Перриан вызвала положительную художественную критику. В том же году начинается её 10-летнее сотрудничество с Ле Корбюзье и Пьером Жаннере в их знаменитом ателье на рю-де-Севр, 35 (35, rue de Sèvres). В сотрудничестве с Ле Корбюзье, в создаваемых в его ателье совместных работах влияние Ш. Перриан ощущается прежде всего в том, что к строгому рационализму великого архитектора в его проектах она добавляет от себя особую эстетическую ценность человеческого чувства прекрасного.
В 1940—1946 годах Ш. Перриан живёт и работает в Японии. Здесь она овладевает традиционными методами оформления японского интерьера, соединяя их с современным подходом к дизайну. В первую очередь это относится к спроектированной Перриан мебели из бамбука.
После возвращения во Францию художница работает над крупными проектами для официальных органов и крупных корпораций — таких, как Air France или известный производитель мебели, итальянская фирма Cassina S.p.A.
Созданный в 1950 году по проекту Шарлотты Перриан книжный шкаф был продан 15 октября 2009 года на аукционе в Лондоне (у Филлипс де Пюри, Phillips de Pury) за 151.250 фунтов стерлингов.

## Библиография

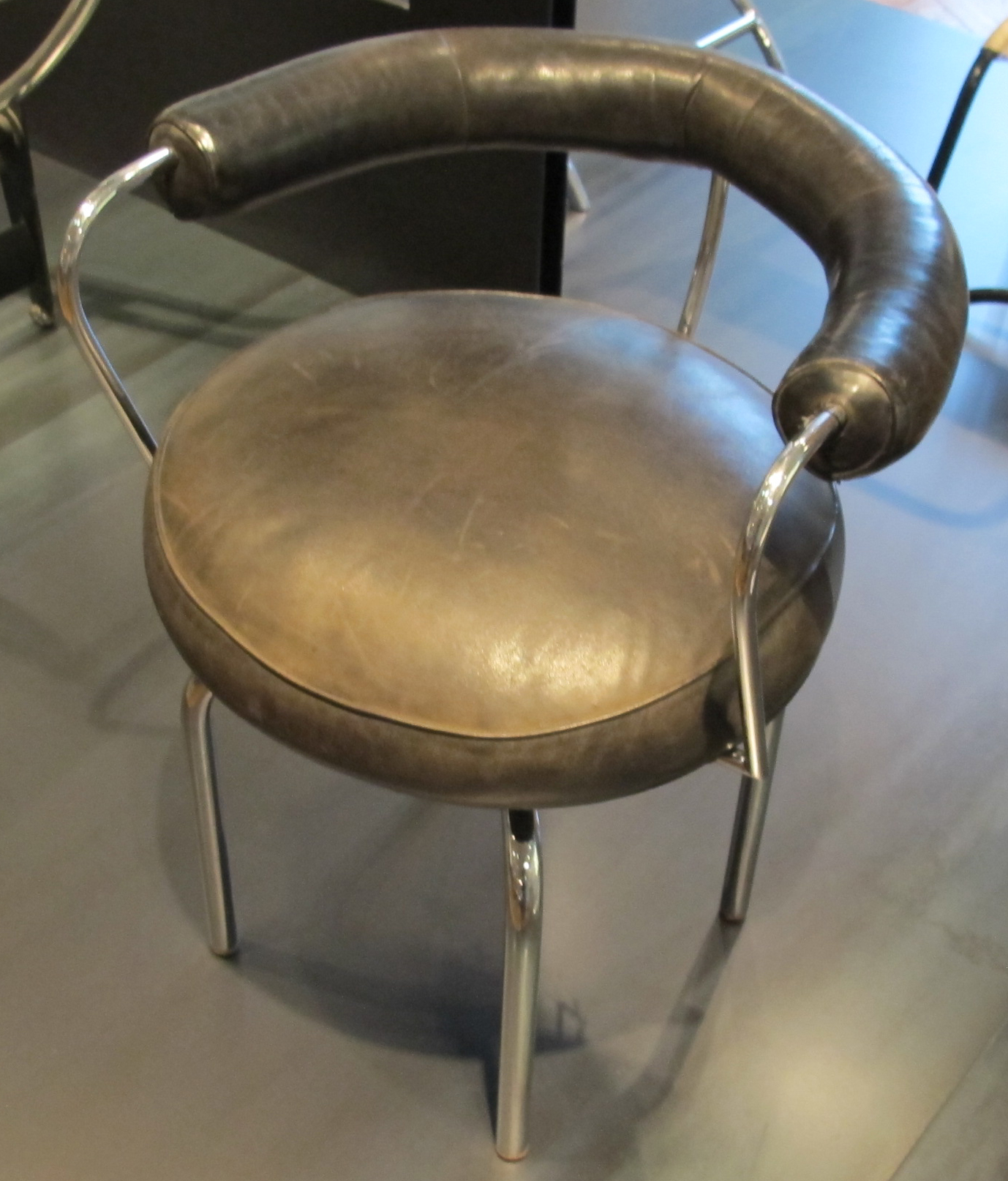
Сиденье (1927). Музей декоративного искусства, Париж